# Кочневский сельсовет
Кочневский сельсовет — сельское поселение в Татарском районе Новосибирской области Российской Федерации.
Административный центр — село Кочневка.

## История
Статус и границы сельского поселения установлены Законом Новосибирской области от 2 июня 2004 года № 200-ОЗ «О статусе и границах муниципальных образований Новосибирской области»

## Население
| 2002 | 2010 | 2012 | 2013 | 2014 | 2015 | 2016 |
| ---- | ---- | ---- | ---- | ---- | ---- | ---- |
| 625  | ↘544 | ↗547 | ↘542 | ↗556 | ↘549 | ↘542 |
| 2017 | 2018 | 2019 | 2020 | 2021 |      |      |
| ↘541 | ↘528 | ↗539 | ↘537 | ↘528 |      |      |

## Состав сельского поселения
| № | Населённый пункт | Тип населённого пункта       | Население |
| - | ---------------- | ---------------------------- | --------- |
| 1 | Кабанка          | деревня                      | ↘109      |
| 2 | Кочневка         | село, административный центр | ↘435      |